# Přebírání provázku

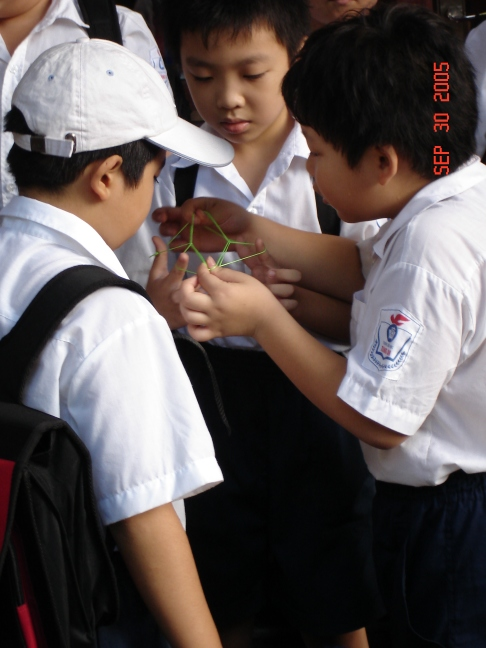
Chlapci ve vietnamské Hanoji při přebírání provázku

Přebírání provázku je zábavná společenská hra se spojeným provázkem. Hráči z něj pomocí překládání a křížení provázku vytvářejí různé figury, z nichž jejich protihráči – nástupci takzvaným přebíráním vytvářejí figury další. Základní nejjednodušší figurou je ovál zachycený na čtyřech prstech obou paží. Od něj jsou odvozeny další figury, které spočívají v překřížení provázku do různých figur, jako jsou obálka, kolébka, pavouk a jiné. Většina figur skýtá několik východisek přebrání provázku pro soupeře. Přebírání se účastní většinou 4 nebo 6 prstů, které buď nově kříží, nebo rozmotávají užitý provázek. Figury na sebe mohou cyklicky navazovat.